# Операционная цепь

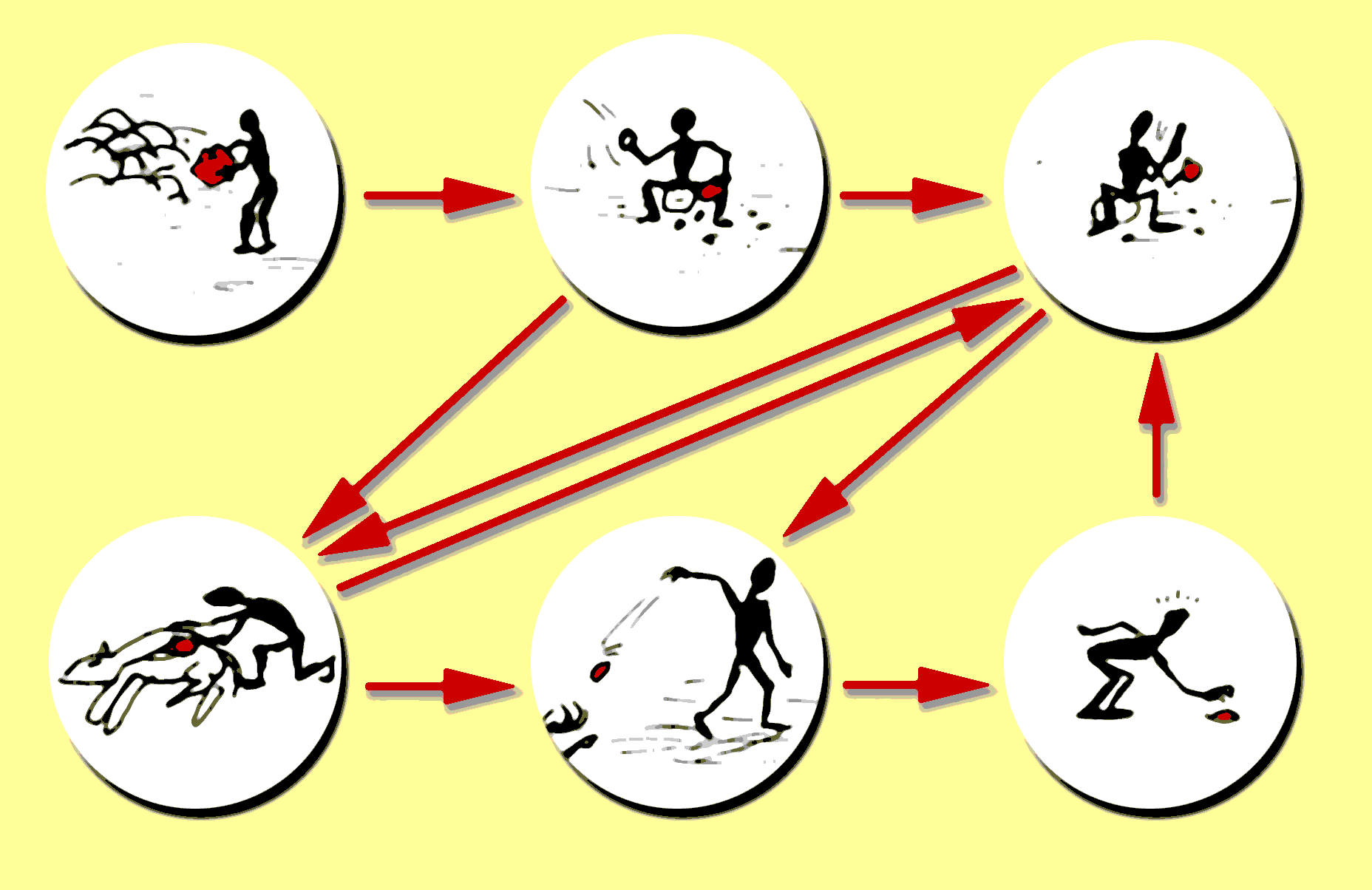
Упрощённая схема операционной цепи для каменных орудий. Несмотря на своё название, операционная цепь не обязательно должна быть линейной.

Операционная цепь (фр. Chaîne opératoire) — последовательность традиционных, известных способов действий, движений и процессов для преобразования исходного сырья в готовое изделие (артефакт), использования артефакта и его потребления. Понятие, используемое в исследованиях по первобытной истории, в социальной антропологии и археологии, впервые было предложено Леруа-Гураном. Технические и технологические процессы в рамках понятия рассматриваются одновременно и как социальные процессы. Концепция операционной цепи дает археологам инструментарий для реконструкции процедур производства, намерений производителя и в конечном итоге концептуальной модели самого производителя артефакта.